# Polonezköy
Polonezköy (oorspronkelijke Poolse naam: Adampol) is een dorp in Turkije, gelegen in de bossen van noordwestelijk Istanbul. Het dorp is in 1842 onder Ottomaanse heerschappij gesticht ter huisvesting van Poolse politieke vluchtelingen. Anno 2020 heeft het dorp een bevolking van 360 personen, waarvan zo'n 50 personen nog afstammelingen van de bewoners van het eerste uur zijn. De omgeving van het dorp is beschermd bosgebied en is populair onder de Istanboelse stedelingen die er gedurende het weekend komen verpozen. Polonezköy staat symbool voor de Turks-Poolse vriendschap en tolerantie.

## Locatie

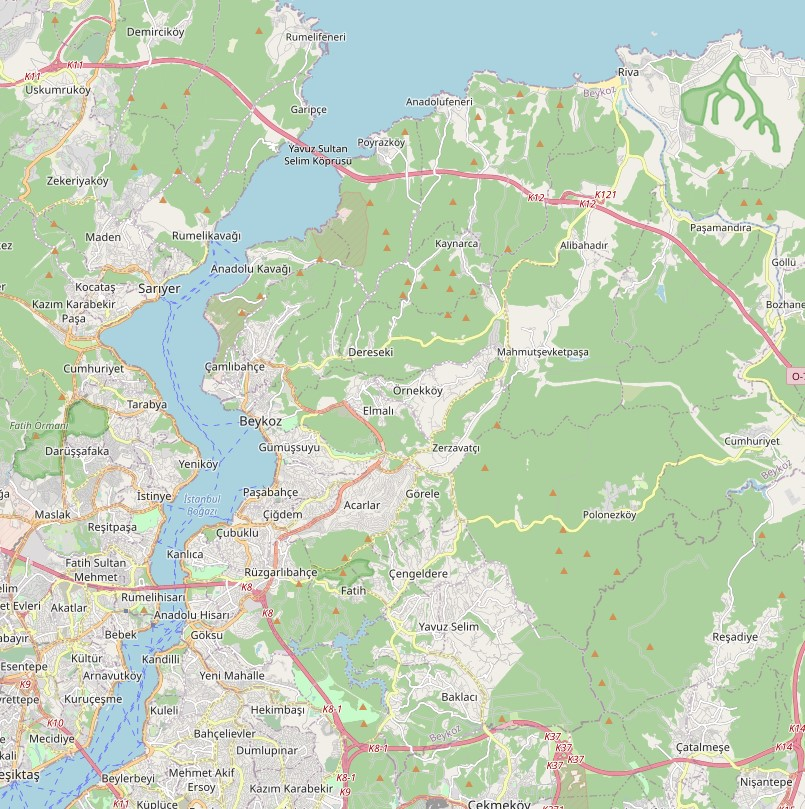
Locatie van Polonezköy

Polonezköy ligt in het natuurgebied van Beykoz ten noordoosten van de stad Istanbul, op 15 kilometer aan de Aziatische zijde van de Bosporus en 20 kilometer van de Zwarte Zee. Het ligt ten westen van het grotere dorp Cumhuriyetköy. Het gebied is bosrijk en grotendeels bestempeld als natuurpark. Voor de nederzettingen binnen dit gebied gelden beperkende bouwregels.

## Etymologie van de dorpsnaam
Het dorp was bij haar stichting in 1842 een Poolse kolonie, genoemd naar de eigenaar waarvan het land gepacht werd: de St Vincent a' Paulo Shelter. In 1845 werd het bekend als Adam-kioj ('dorp van Adam' een verwijzing naar Adam Jerzy Czartoryski, de man onder wiens leiding het dorp haar bestaansrecht verkreeg) en een jaar later werd de officiële naam Adampol (Pools voor 'deel van Adam'). Het dorp kreeg haar huidige naam, Polonezköy (Turks voor 'Pools dorp') pas in 1923, het jaar dat het republiek van Turkije gesticht werd en de Poolse inwoners de Turkse nationaliteit kregen toegewezen.

## Geschiedenis

### Achtergrond
Polen werd aan het eind van de 18e eeuw verdeeld tussen Rusland, Oostenrijk en het Pruisische rijk en zou voor 123 jaar ophouden te bestaan. Het Ottomaanse rijk had als enige buitenlandse macht deze opdeling nooit geaccepteerd en heeft de Polen diplomatiek ondersteund.
De Polen hebben veelvuldig tegen de opdeling van hun land gevochten. De belangrijkste opstanden in de 18e eeuw waren de Kościuszko-opstand (1794) en de Novemberopstand (1830-1831). Ze waren vooral tegen de Russen gericht, die verreweg het grootste deel van het territorium van het toenmalige Polen geannexeerd hadden. De opstanden faalden echter en de repressie werd harder. Duizenden Polen ontvluchtten het land, duizenden werden door het Tsaristische Rusland gevangen genomen en verbannen naar Siberië, duizenden werden onder dwang door het Tsaristische leger van Rusland gerekruteerd om tegen de Tsjetsjenen in de Kaukasus te vechten. Deserteurs werden als slaven verkocht in het Midden-Oosten.
Adam Czartoryski, president van de Poolse regering gedurende de Novemberopstand, zette Hotel Lambert op, een politieke beweging voor immigratie, genoemd naar het hotel waarin het kantoor hield. Hij zag het Ottomaanse rijk, met in die tijd Sultan Abdülmecid aan het hoofd, als een bondgenoot in de strijd tegen Rusland ter bevrijding van Polen en in de voorbereiding van de Slavische wereld tegen de dreiging van Ruslands uitbreidingsplannen. Zijn afgezant Michal Czajkowski (1804–1886) zette een branche op in Istanbul.

### Eerste jaren van de kolonie

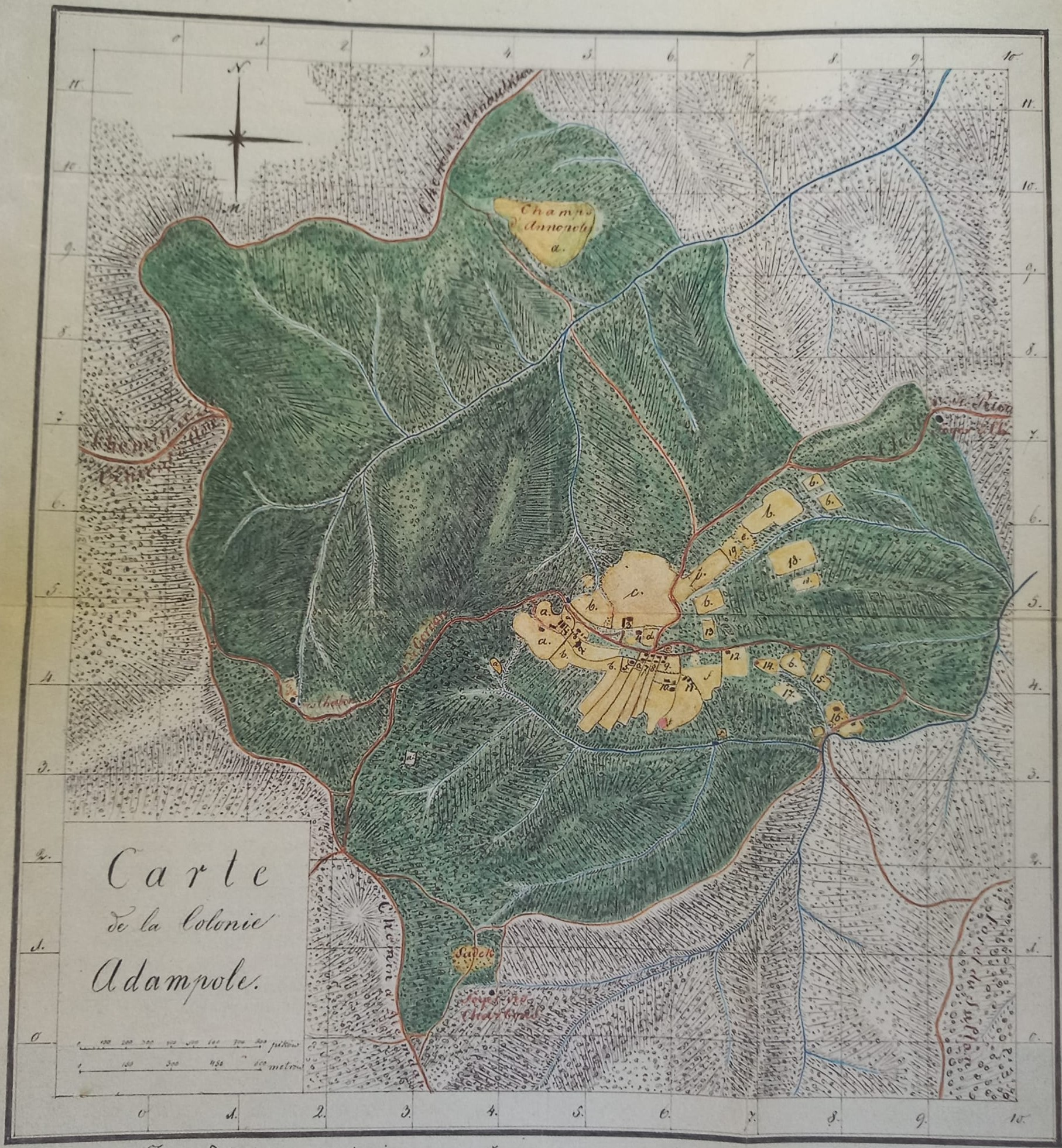
Polonezköy (Adampol) halverwege de 19e eeuw

De Franse monniken van de orde van Vincentius a Paulo, ook wel bekend als de Lazaristen, hadden goede banden met  Czartoryski, wie ze hielpen bij het uitkopen van gevangen en het opvangen van deserteurs uit het Russische leger. De Lazaristen bezaten een boerderij  in de bossen ten noordoosten van Istanbul. In onderhandeling met Czajkowski werd het plan ontwikkeld Poolse politieke vluchtelingen en bannelingen asiel te verlenen op het land van de Lazaristen, dat door Czatoryski gepacht zou worden. De Poolse nederzetting annex kolonie werd in 1842 gesticht en genoemd naar de landeigenaar: de St Vincent a' Paulo Shelter. 

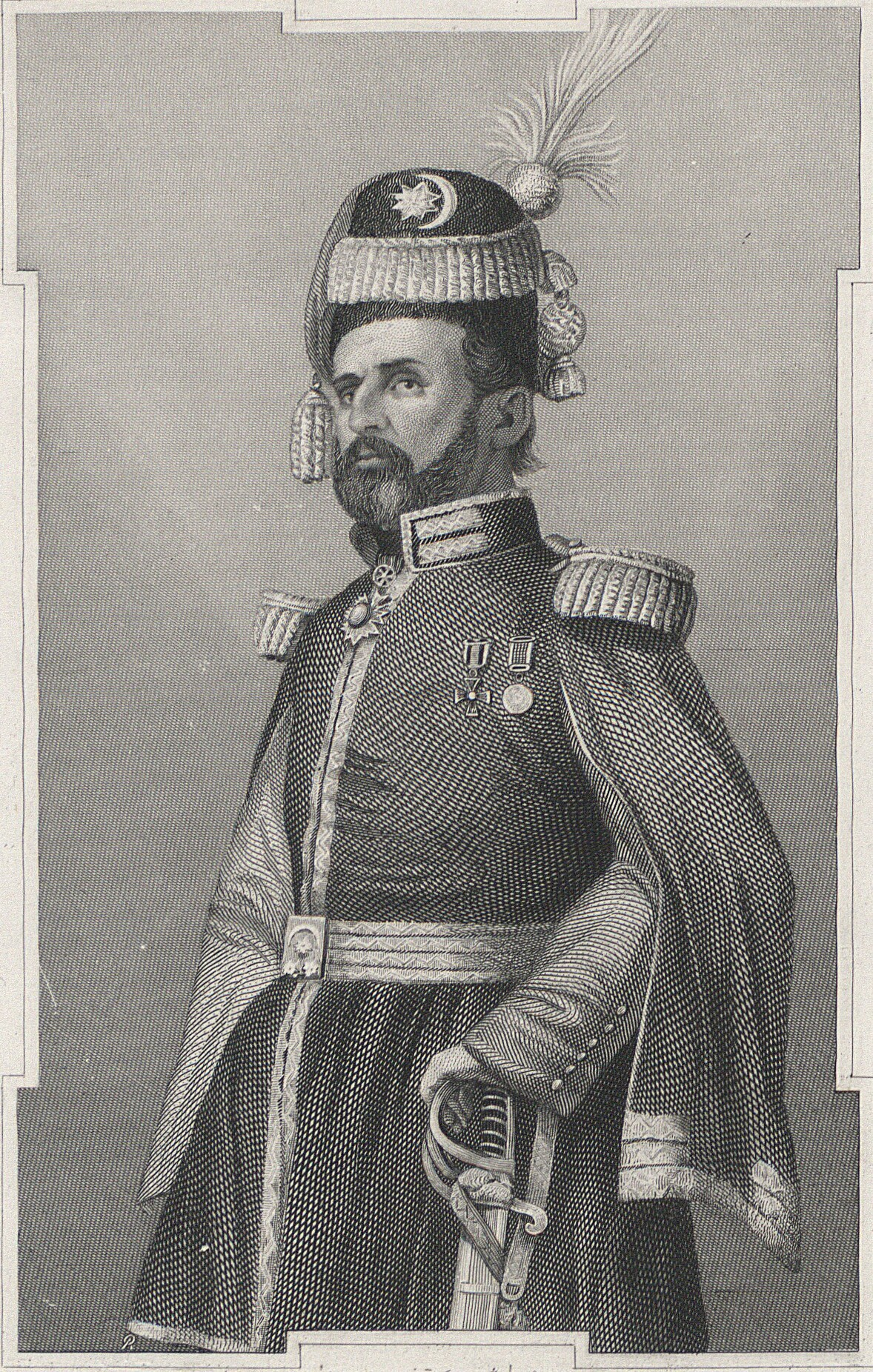
Michał Czajkowski alias Sadık Pasha, commandant van de Sultankozakken.

In overeenstemming tussen Czatoryski  en het hoofd van de Istanbulse Lazaren werd een reglement opgesteld die de toelatingseisen en gedragscode van de bewoners vastlegde: kolonisten moesten aantonen dat ze van Poolse afkomst waren en de Rooms-Katholieke kerk aanhingen. Het reglement legde ook een vorm van zelfbestuur vast. Terwijl Czajkowski feitelijk de eerste dorpshoofd werd, legde het hele systeem verantwoording af aan hun weldoeners: Graaf Adam Jerzy Czartoryski en zijn familie. In 1945 werd de nederzetting dan ook bekend als Adam-kioj ('dorp van Adam') en een jaar later werd de officiële naam Adampol (Pools voor 'deel van Adam'). 
De eerste bewoners waren voornamelijk veteranen van de Novemberopstand. In de late jaren 1840 kwamen ook soldaten van het revolutiejaar 1848 erbij. Ze stonden allen tot de jaren 1880 onder bescherming van de Franse ambassade.

### Latere ontwikkelingen tot stichting van Turkse republiek
De bevolking groeide in de tweede helft van de 19e eeuw met stoten: veteranen van de krimoorlog arriveerden in 1856. De opheffing van een ander Poolse kolonie in Turkije, Derbina (opgericht in 1857), leidde tot nieuwe instroom, evenals de januariopstand (1863-1864) en de Ottomaans-Russisch oorlog (1877-1878): In  1876 had het dorp 121 inwoners en tegen het eind van de 19e eeuw was het aantal gegroeid naar meer dan 150 inwoners.
In 1883 werd de pacht van de grond waarop het dorp stond opgeheven en kocht Wladyslaw Czartoryski, zoon van Adam het land van de Lazaristen. De Ottomaanse constitutie van 1908 zorgde er ten slotte voor dat Adampol niet langer semi-autonoom was en dezelfde rechten en plichten kreeg als alle andere dorpen in het Turkse rijk.
Polen kreeg haar onafhankelijk terug in 1918 en in 1923, het jaar dat het republiek van Turkije gesticht was, werd een Vriendschapsovereenkomst getekend tussen Polen en Turkije. Adampol werd toen officieel Polonezköy. Tegen 1938 hadden vrijwel alle bewoners de Turkse nationaliteit.

### Interbellum-heden
Vanaf het interbellum tussen de twee wereldoorlogen veranderde het karakter van het dorp van puur landbouw tot toerisme en recreatie.
De dorpelingen hadden vrij toegang tot alle bos en boerderijen dat de gemeenschap en de familie Czartoryski toebehoorde. Dit veranderde echter in 1946 toen het land genationaliseerd werd. De economische malaise in Turkije in de jaren 1960 en de verminderde toegang tot de natuurlijke bronnen, emigreerde een derde van de bewoners naar het buitenland, vooral Oostenrijk en Duitsland. De familie Zartoryski deed in 1969 afstand van haar eigendommen en dorpsbewoners kregen het bewoonde land in hun eigendom.
De bouw van de eerste Bosporusbrug in 1973  en nieuwe wegen die Polonezköy met Istanbul verbonden leidde tot groeiende belangstelling van de rijke stedelingen, die er buitenverblijven lieten bouwen.

## Bezienswaardigheden

### Onze vrouw van Częstochowa-kerk

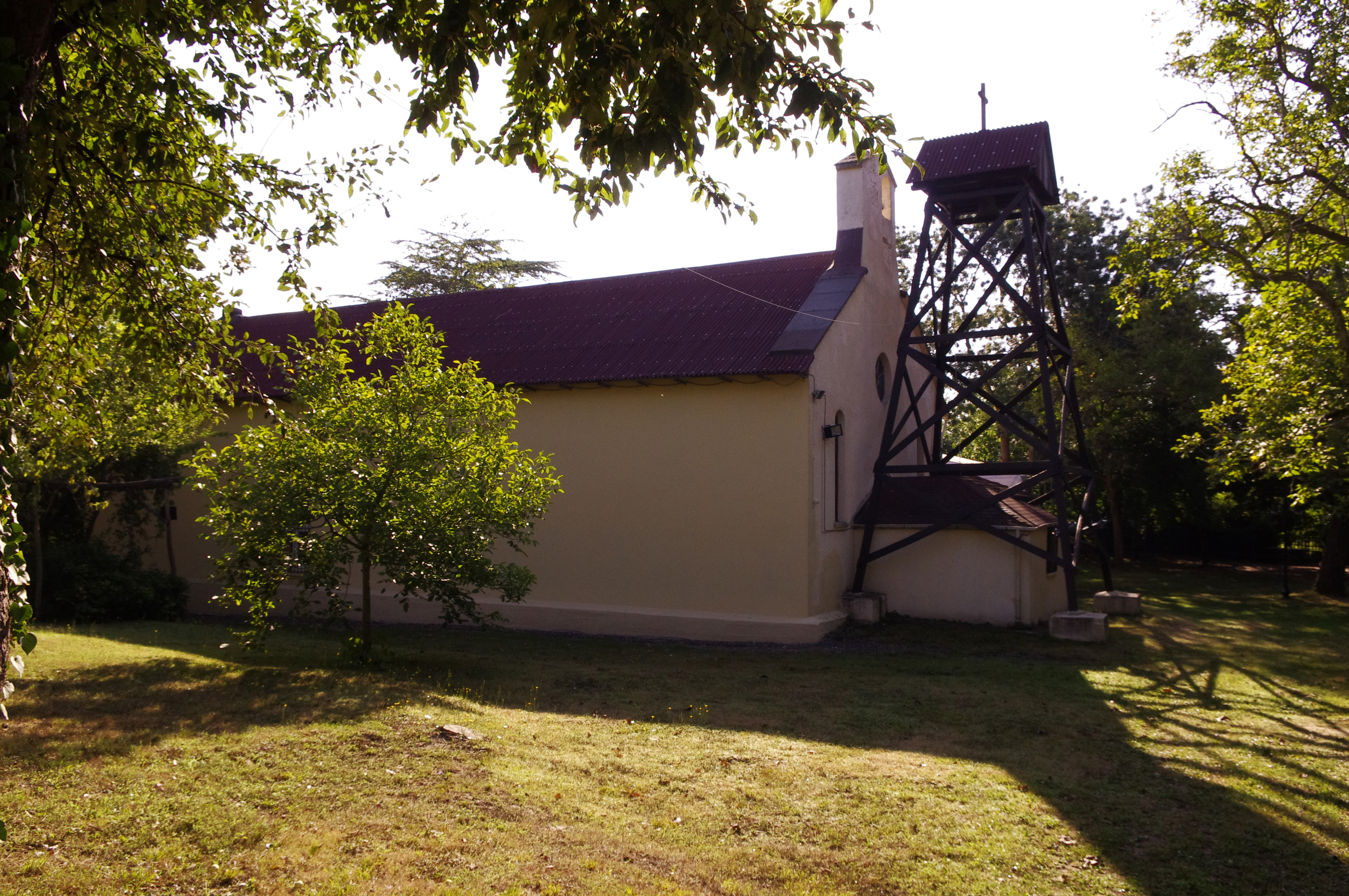
Achterkant kerk met karakteristieke klokkentoren

De Onze vrouw van Częstochowa-kerk is in 1914 gebouwd. Het huis van de priester dat ernaast stond is in 1959 verwijderd en kwamen de geestelijken uit Istanbul om de diensten uit te voeren. In 1953 werd de kerk gerestaureerd en in de jaren 1980 onderging het ook op sommige plaatsen renovaties. De kerktoren werd in 1986 gerepareerd. In het kader van het 150-jarig jubileum van het dorp werd in 1992 een herinneringsbord geplaatst. Het honderdjarig bestaan van de kerk in 2014 viel samen met het 600-jarig jubileum van de diplomatieke betrekkingen tussen Turkije en Polen. De diensten in de immer functionele kerk zijn anno 2022 in het Turks en in het Pools. In de kerk zijn schilderijen te zien die enkele religieuze voorstellingen bevatten.

### Katholieke begraafplaats

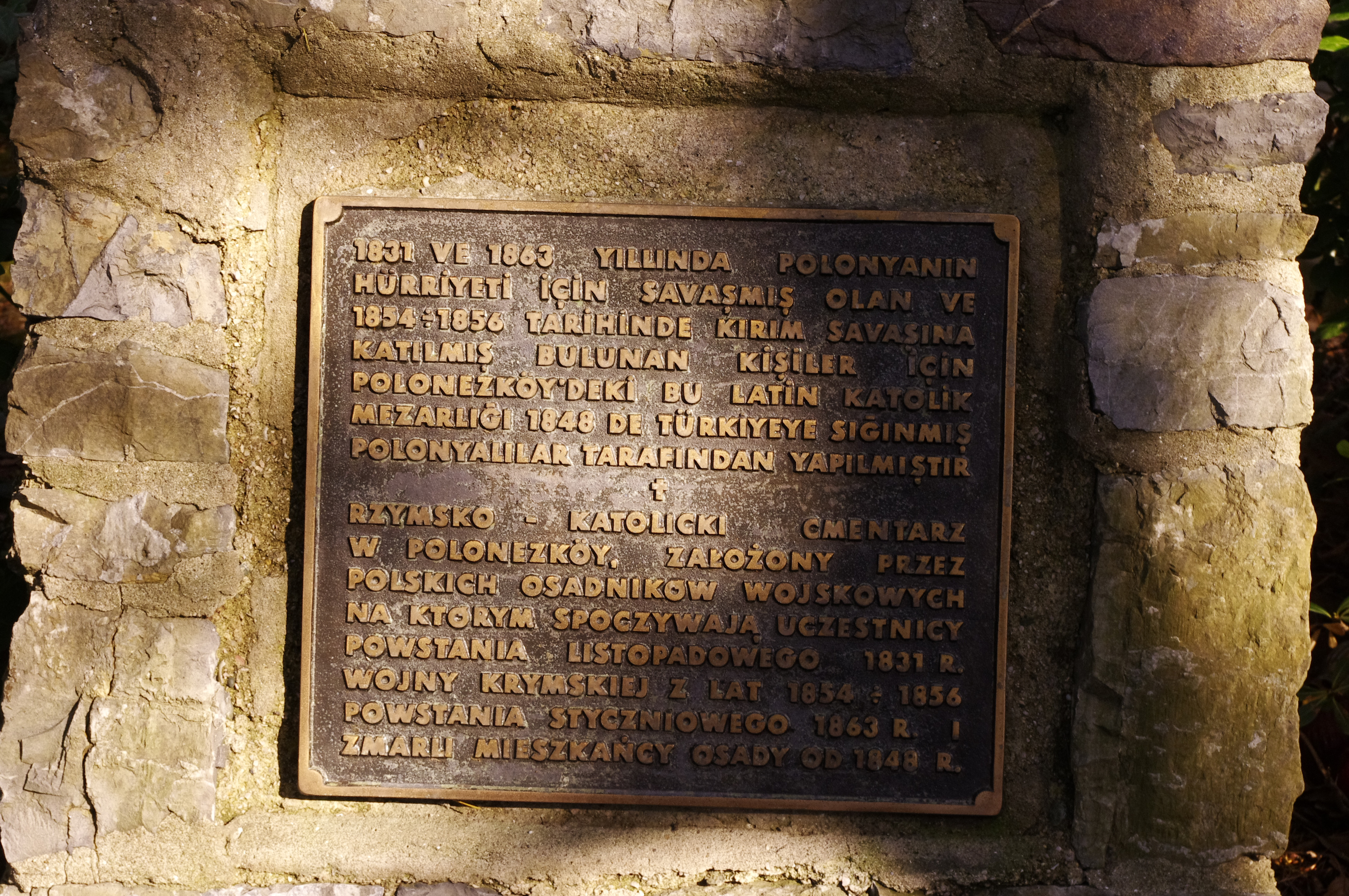
"Deze latijns-katholieke begraafplaats in Polonezköy is in 1848 gebouwd door in Turkije opgevangen Polen, voor hen die in 1831 en in 1863 voor de Poolse republiek en in 1854-1856 in de Krimoorlog gevochten hebben."

Na de oprichting van het dorp werd een katholieke begraafplaats aangelegd. Volgens het grafregister in het kerkboek dateert de eerste begrafenis uit 1848, maar het is niet bekend aan wie het toebehoort. Het oudste graf dat thans op de begraafplaats te vinden is, dateert van 1850 en behoort toe aan Karol Zarzycki. De graven uit de beginjaren hebben echter geen grafstenen.
Niet alleen Polen, maar ook enkele niet-Poolse katholieke christenen van Armeense, Russische en Duitse afkomst zijn hier begraven. Na de revolutie vestigden diverse Mensjewistische Russische soldaten zich in het dorp en bleven er tot hun dood. Polonezköy mensen van Poolse afkomst die met moslims trouwden liggen hier ook begraven.
In 1983 werd een muur opgericht. Het bewaren van de herinnering aan strijd en martelaarschap op de begraafplaats Raad (Rada Ochrony Pamięci Walk i Męczeństwa) in 1998-1999. Het werd ook gerestaureerd ter ere van degenen die begraven zijn op de begraafplaats van wie de identiteit onbekend is en ter nagedachtenis aan de eerste kolonisten. In november 1999 werd het Monument voor alle overledenen van Polonezköy en de stichters van het dorp onthuld.
Er zijn meer dan 280 graven op de begraafplaats, die 5.740 vierkante meter groot is. Hoewel de begraafplaats christelijk is worden de begrafenissen van dorpelingen ook bijgewoond door moslimburgers en wordt er gezamenlijk gebeden, onder leiding van zowel een priester en een imam. De lichamen van zowel de christenen en moslims worden er in kisten in de grond gelaten. Deze kisten worden door leden van het dorpsgemeenschap, ongeacht hun geloof, gezamenlijk naar hun bestemming gedragen
Enkele opmerkelijke graven zijn:
- Het graf van Ludwika Śniadecka (+1866), de vrouw van Sadık Pasja. De marmeren grafsteen draagt het wapen van de Pools-Litouwse Unie en de families. De grafsteen begint met de woorden "Ludwika Sadyk uit Śniadeckis".
- Het graf van Antoni Wieruski (1804-1869) is gegraveerd met zijn onderscheidingen en decoraties.
- Het graf van Heinrich Albertall, een lid van de Oostenrijkse dynastie.
- Graf van Elwina Godymirska, een van de dames die danste met Mustafa Kemal Atatürk,
- Graf van Marta Altintas, waarvan het grafsteen enigszins verschilt van de anderen omdat het een vorm heeft die doet denken aan een moslimgrafsteen.
- Graven van Tereza Novvicka (1945-1955), een van de eerste inwoners van het dorp, Leszek Ziółkowski en Tekla Ziółkowska, die stierven toen ze 5 en 2 jaar waren, zijn voorbeelden van graven met poëzie aangevuld.

### Andere bezienswaardigheden

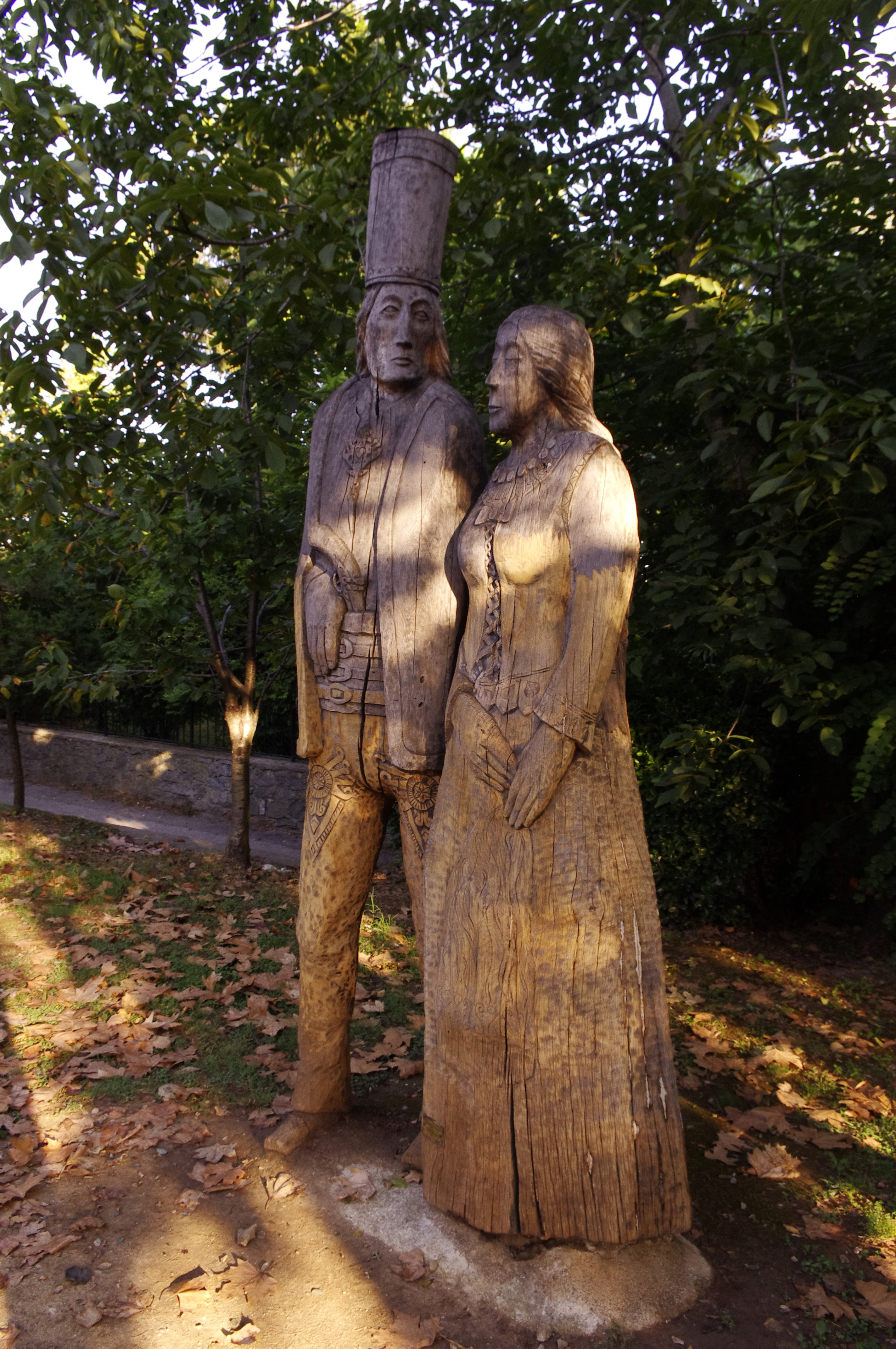
Houten beelden in het openluchtmuseum in hartje Polonezköy

- Openluchtmuseum van houten beelden. De houten beelden zijn vervaardigd in samenwerking met de Mimar Sinan Academie van Schone Kunsten, en zijn een reflectie van de Poolse cultuur.
- Pools oorlogsmonument
- In 1992 werd in het dorp een moskee gebouwd om het inmiddels aanzienlijke islamitische deel van de bevolking in hun religieuze behoefte te voorzien. Tot die tijd gingen de moslims voor hun gebeden naar het naastgelegen Cumhuriyetköy.
- Herinneringshuis van Zofia Ryży (Turks: Zosia teyze'nin anı evi)

## Enkele bekende namen

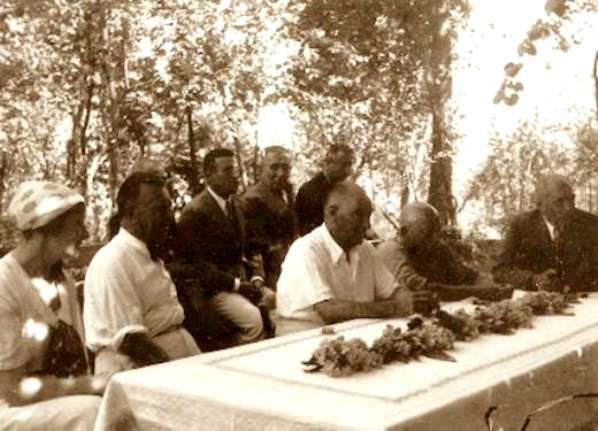
Atatürk woont een voorstelling bij dat in 1937 ter ere van zijn bezoek aan Polonezköy gehouden wordt.

- Adam Czartoryski, de geestesvader van het dorp.
- Michal Czajkowski, afgezant van Czartoryski, die het grondwerk deed voor de opzet van het dorp. Hij werd de eerste dorpshoofd (1842-1850) en stond later aan het hoofd van de Sultan Kozakkenregimenten in het Ottomaanse leger, alwaar hij bekend werd als Mehmed Sadık Paşa.
- Władysław Czartoryski, zoon van Adam, kocht in 1883 het land van de Lazaristen, waardoor het dorp op papier in handen van de Czajkowskifamilie was.
- Adam Mickiewicz
- Mustafa Kemal Atatürk, grondlegger en eerste president van Turkije, kwam in 1937 in het dorp op bezoek.
- Leyla Gencer, Turkse operazangeres, geboren in Polonezköy